# Batalla de Qarqar
La Batalla de Qarqar o Batalla de Karkar se libró en el 853 a. C. cuando el ejército asirio, dirigido por el rey Salmanasar III, se encontró con un ejército aliado de 12 reyes (coalición de pequeños reinos de Siria e Israel) en Qarqar, dirigido por el rey de Damasco Hadadezer (también llamado Hadad-idri e identificado como el monarca bíblico Ben-Hadad II) y Acab, rey de Israel.

## Egipto
En 853 a. C., Osorkon II envío un contingente de mil mercenarios egipcios para prestar ayuda a esta alianza y a Ben-Hadad II, el rey de Siria, con el fin de frenar la progresión asiria. El combate tiene lugar en el valle del Orontes cerca del pueblo de Karkar. Esto señala una nueva fase de la política exterior egipcia: la de apoyo a los reinos sirio-cananeos. Egipto gracias a esta alianza con los hebreos y sirios, va a resistir a los ejércitos asirios de Salmanasar III. Los reinos sirio-cananeos van a constituir en adelante la última defensa que protege a Egipto de la invasión Asiria.

## Número de tropas de cada una de las fuerzas aliadas
La inscripción de Salmanasar describe detalladamente las fuerzas de sus enemigos:
1. El rey Hadadezer comandó 1200 carros, 1200 jinetes y 20 000 soldados de a pie;
2. El rey Iruleni de Hamath comandó 700 carros, 700 jinetes y 10 000 soldados de a pie;
3. El rey Ajab de Israel envió 2000 carros y 10 000 soldados de a pie;
4. La tierra de KUR Gu-a-a (posiblemente identificada con Que - Cilicia) envió 500 soldados;
5. La tierra de KUR Mu-us-ra- (identificada como Egipto o Cilicia) envió 1000 soldados;
6. La tierra de Arwad envió 200 soldados.

Estos números bien pudieron ser exagerados por los cronistas asirios para ensalzar su triunfo sobre la coalición.

## La batalla
Se tiene la certeza de que el combate tuvo lugar en el año de 853 a. C., debido a que en otra inscripción asiria se tiene registrado, para la misma fecha, un eclipse de Sol. El cual, se calcula que ocurrió con exactitud en el año en cuestión.
Los asirios avanzaron cruzando los ríos Tigris y Éufrates, y llegaron a Anatolia y a Siria, donde hicieron tributarios a los reyes de Karkemish y Alepo. En este momento el reino arameo de Damasco, bajo el reinado de Ben-Hadad II (llamado Hadad-idri en los documentos asirios), sugirió a los reinos vecinos que se unieran contra el avance asirio, e incluso llegó a unirse con el rey Acab (llamado Ahabbu en los documentos asirios), el cual lo había derrotado hace poco más de dos años en dos batallas. Así se formó la coalición de reyes de Siria e Israel. Los reyes eran Ben-Hadad II, que aportó 1200 carros, 1200 jinetes y 20 000 soldados de infantería. Acab el israelita (Ahabbu mat Syri'la) trajo 10 000 infantes, 2000 carros y 2000 jinetes. Entre los otros reyes figuraban los de Hamath, Muzri, Amón, Arvad, Usanata, Irqnata, Tiro (o mejor dicho de los fenicios), Ke y los de dos reinos árabes, quienes hicieron aportes menores. En total sumaban 60 000 soldados y 3940 carros de guerra.
Esta batalla es famosa debido a tener un mayor número de combatientes que en cualquier batalla anterior y por ser la primera aparición de algunos pueblos en la historia, como los árabes. El evento fue registrado en la Estela de Kurkh. La antigua ciudad de Karkar donde ocurrió la batalla es identificada como el moderno sitio arqueológico de Dile Qarqur.
De acuerdo con una inscripción posterior erigida por Salmanasar III, que había comenzado su campaña anual, dejando a Nínive el día 14 de Aiaru. Cruzó el Tigris y el Éufrates sin ningún problema y recibió tributo de varias ciudades a lo largo del camino, incluyendo Alepo. Tras pasar Alepo, encontró por primera vez resistencia en las tropas de Iruleni, rey de Hamath, al que derrotó totalmente y saqueó los palacios y las ciudades de Hamath. 
Después de irse de Karkar, encontró a las fuerzas aliadas de Israel y Siria cerca del río Orontes.

## Resultado
Salmanasar se jacta de haber causado 14 000 bajas al Ejército aliado, la captura de un sinnúmero de carros y caballos, y describe el daño que infligió a sus adversarios de forma detallada. Sin embargo, las inscripciones reales de este período son notoriamente poco fiables y nunca reconocen directamente las derrotas, y algunas veces reclaman victorias obtenidas por los antepasados o predecesores. Si Salmanasar hubiera vencido claramente en Karkar, no respondió de inmediato con otras conquistas en Siria. Los  registros asirios dejan claro que hizo varias campañas más en la región durante la década siguiente, con la participación de Hadad-ezer 6 veces, que fue apoyada por Iruleni de Hamath al menos dos veces. Los oponentes de Salmanasar se aferraron a sus tronos después de esta batalla: aunque Acab de Israel murió poco después en una batalla sin relación; Hadad-ezer se mantuvo en su trono hasta el 841 a. C.
Según Salmanasar III, obtuvo una victoria abrumadora, en la cual cayeron 14 000 hombres, pero Salmanasar regresó rápidamente a Asiria, lo que hace creer que sufrió un revés en la batalla. Además, si fue un triunfo, fue solo pasajero o de menor importancia, ya que no pudo quebrantar la resistencia de la liga ni ocupar sus territorios por lo menos hasta la época de Hazael. Aparte de que los asirios no añadían derrotas o fracasos en sus inscripciones.
La batalla también es muy importante porque en ella se comprueba la existencia de personajes bíblicos, como Acab y como Ben-Hadad II, aporta conocimientos sobre el poderío que estos dos reyes tenían en aquel momento y también permite hacer el sincronismo más antiguo entre historia bíblica y secular.

## Los aliados después de la guerra
Los dos reinos más poderosos de los aliados eran el Reino Arameo de Damasco y el Reino de Israel. Estos dos reinos se habían enfrentado hace casi dos años en la Tercera guerra israelita-aramea, en la cual salió contundentemente vencedor el rey de Israel. Al final de esta guerra hicieron una declaración de paz y amistad, en la cual Ben-Hadad II se comprometía a devolverle ciertas ciudades que su padre había quitado a Israel. Esta paz duraría tres años. A principios del tercer año, ocurrió la Batalla de Qarqar, en la cual estos dos reinos se unieron para hacer frente a la amenaza común, pero terminado este conflicto, volvieron a aparecer las hostilidades, indudablemente porque Ben-Hadad II faltó a su trato. Esto desencadeanaría la Cuarta guerra israelita-aramea, en la cual moriría el rey Acab y empezaría un largo periodo de saqueos y guerrillas cortas entre los dos bandos, hasta que Hazael, sucesor de Ben-Hadad II, comenzó a hacer expediciones más violentas. Los demás aliados no se beneficiaron mucho de la guerra, ya que solo unos pocos años después caerían bajo las tropas de Salmanasar III.

## Los asirios en la postguerra
La Batalla de Qarqar se libró en el sexto año de Salmanasar III, el cual disfrutaría un largo reinado de casi 35 años. Aunque probablemente perdió esta guerra, no se resignó, sino que siguió intentando conquistar estos territorios. Por esto Salmanasar III es conocido como el primer gran rey asirio. Desde entonces los reyes locales no pudieron detener el avance asirio al Mediterráneo. Aunque Salmanasar III no pudo ocupar Siria ni Israel mientras vivió Ben-Hadad II, sí lo pudo hacer en el reinado de su sucesor y asesino Hazael, puesto que éste comenzó a oprimir a Israel en el reinado de Jehu, exgeneral de Acab, el cual fue personalmente a ofrecerle ricos tributos y a hacerse voluntariamente su vasallo para que atacara a los sirios. Salmanasar III respondió haciendo vasallos a los arameos. Pero Salmanasar III fue sucedido por reyes débiles que no pudieron mantener dominada a Siria.